# Conca di By
De Conca di By (Italiaans) (Frans: cuvette de By)(Bekken van By) is een kleine hoogvlakte in Italië op ongeveer 2000 meter.  Het ligt in de Val di Ollomont in de regio Aostadal. In de Conca di By liggen het gelijknamige stuwmeer, het gehucht By en het meertje Lago di By.
Conca di By ligt in een zijdal van de Valpelline, een lange vallei met ongerepte en wilde natuur. Er zijn in de Conca di By verschillende mountainbike- en wandelroutes. De toppen van de omringende bergen zijn hoger dan 3.000 meter.
Het gelijknamige stuwmeer Conca di By, aan de monding van het By-bekken, werd in 1959 in gebruik genomen en wordt door verschillende beken gevoed. Het reservoir heeft een capaciteit van 33.800 m³.
|  |